# Cabildo de La Palma
El Cabildo Insular de La Palma és l'òrgan de govern d'aquesta illa. Com tots els cabildos de Canàries, va ser format a partir de la Llei de Cabildos de 1912, i és la forma governativa i administrativa, pròpia de les illes, que complix dues funcions principalment. D'una banda, presta serveis i exerceix competències pròpies de la Comunitat Autònoma i per una altra, és l'entitat local que governa l'illa. El seu president és José Luis Perestelo (Coalició Canària). Els Cabildos van esperar per a constituir-se que fossin triats els Delegats del Govern en cadascuna de les illes, una vegada triats això va determinar que fos el dia 16 de març de 1913 en el qual quedessin constituïdes totes les Corporacions amb excepció de la d'El Hierro que va quedar pendent fins a ser creat el municipi de Frontera. Entre les seves competències estan la gestió i manteniment de la xarxa insular de carreteres, medi ambient, bombers, recollida i reciclatge d'escombraries, aigües, patrimoni històric, transport públic, activitats culturals, ordenació territorial, turisme, artesania i indústria; així com la gestió de les escoles de música, l'Hospital Insular de La nostra Senyora dels Dolors, la Biblioteca Insular José Pérez Vidal, el Museu Insular i el Museu Arqueològic Insular. Adreça de la seu principal: Avinguda Marítima nº3, Santa Cruz de la Palmal, 38700 Santa Cruz de Tenerife.

## Llista de presidents del Cabildo Insular de La Palma
Etapa democràtica des del 1979:
| No. | Nom                                      | Inici | Fi         | Partit |
| --- | ---------------------------------------- | ----- | ---------- | ------ |
| 1.  | Gregorio Guadalupe Rodríguez             | 1979  | 1982       | CC     |
| 2.  | José Ernesto Luis González Afonso        | 1982  | 1991       | PP     |
| 3.  | Gregorio Guadalupe Rodríguez (2ª vegada) | 1991  | 1993       | CC     |
| 4.  | Felipe Hernández Rodríguez               | 1993  | 1996       | PSOE   |
| 5.  | José Luis Perestelo Rodríguez            | 1996  | 2009       | CC     |
| 6.  | Guadalupe González Taño                  | 2009  | Actualitat | CC     |